# Deskové malířství

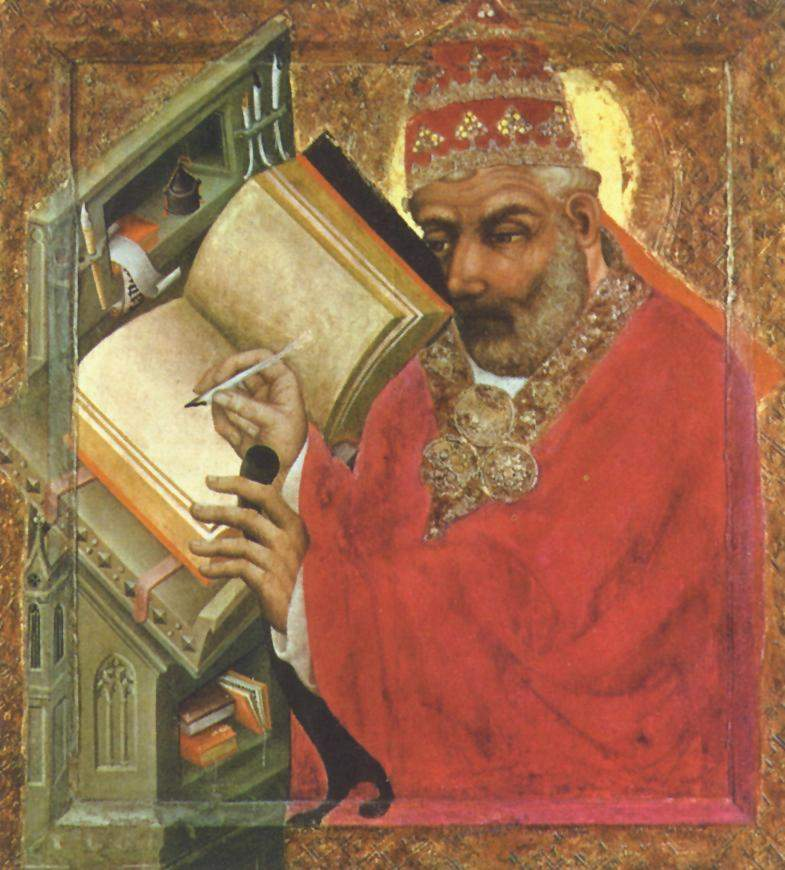
Mistr Teodorik, Sv. Řehoř (kolem 1370)

Deskové malířství (nebo také dřevomalba, panelové malířství či malba na dřevo) je malba na dřevěnou desku z jednoho či více prken. Deska bývá na zadní straně vyztužena příčnými svlaky, aby se nekroutila. Až do konce 16. století, kdy se začalo používat malířské plátno, to byla běžná alternativa k malbě na zeď (fresky) a na pergamen (miniatury). V lidovém malířství se užívalo až do 20. století.

## Technika
Dobře vyschlá prkna se sklížila vedle sebe, vyhladila a opatřila svalky nebo pevným rámem. Celá plocha se pokryla několika vrstvami směsi křídy a klihu (šeps), případně s různými příměsemi a pečlivě vybrousila. Plastický podklad se dal zdobit vytlačováním. Na připravenou desku se malovalo ve starověku enkaustikou s použitím horkého barevného vosku, ve středověku temperou a později i olejovými barvami. Za součást obrazové plochy se často pokládal i široký rám, malovaný i plasticky zdobený.

## Historie
Nejstarší deskové malby jsou známy z Egypta (portréty, rakve mumií) a ze starověkého Říma, ale protože dřevo není příliš trvanlivé, zachovalo se jich málo. Středověké deskové malby se vyskytují po celé Evropě, v pozdním středověku i jako rozměrné skládací oltářní desky. Lidové malby ze starší doby jsou velmi vzácné.

## Galerie

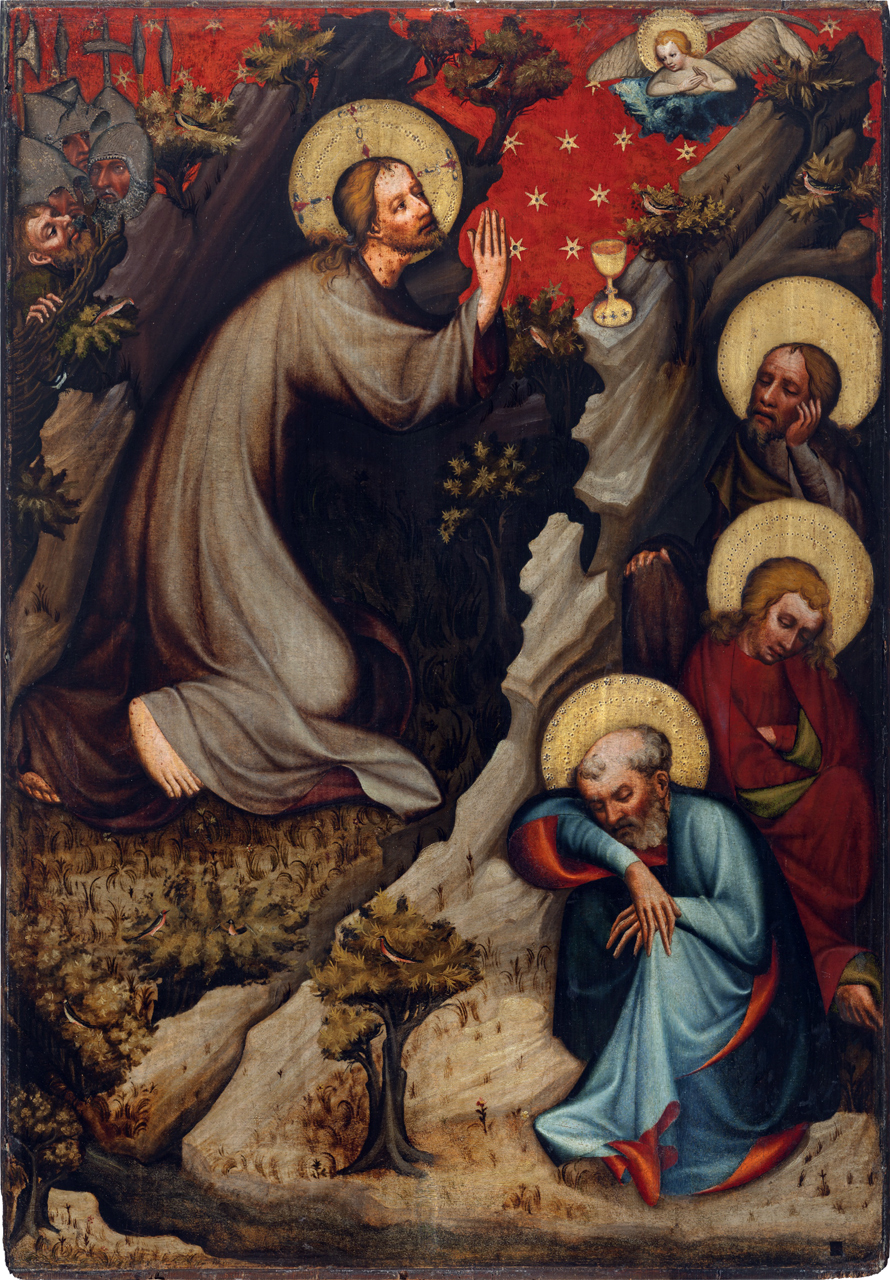
Mistr třeboňský, Kristus na hoře Olivetské (kolem 1380)
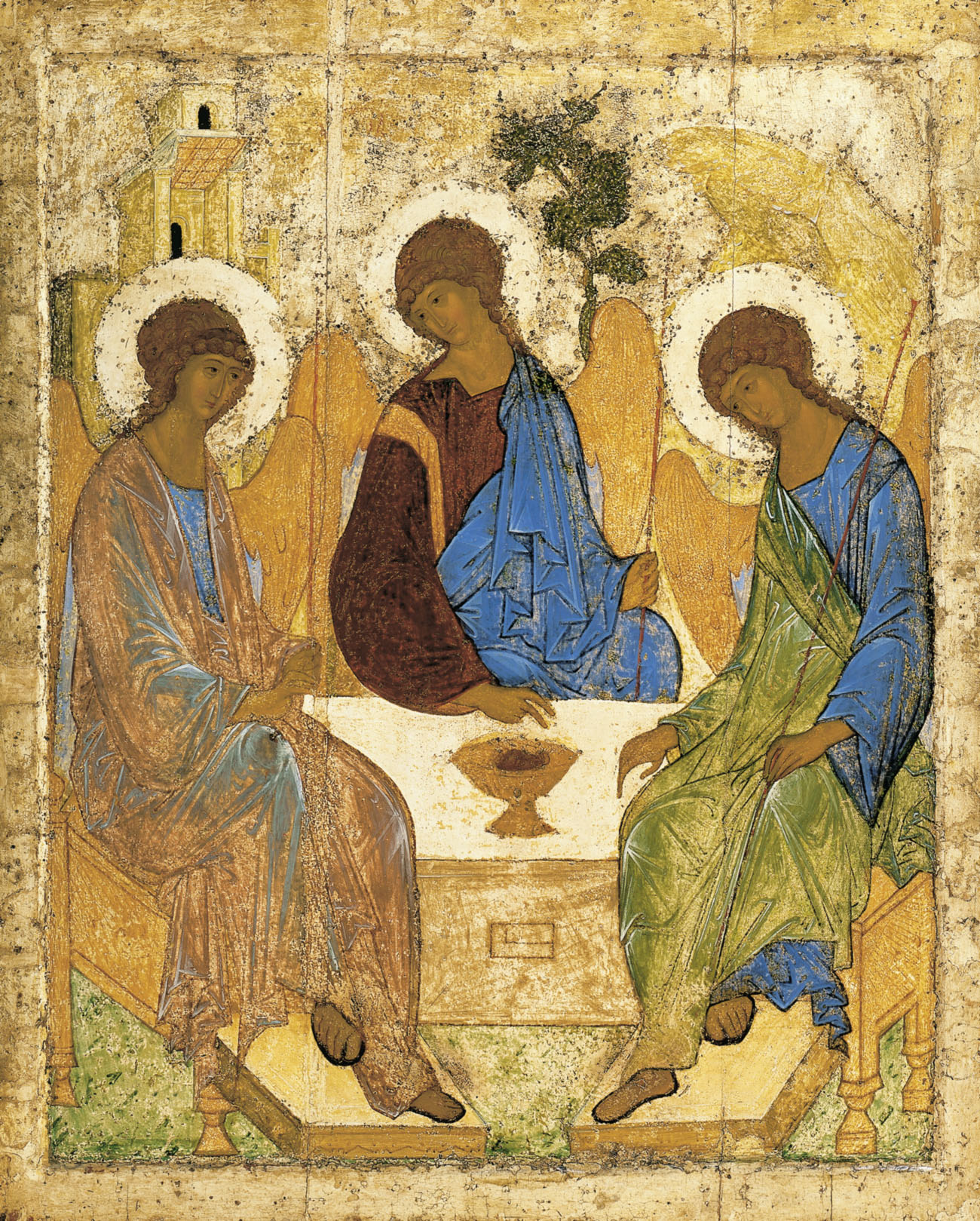
Andrej Rublev, Nejsvětější Trojice (1410)
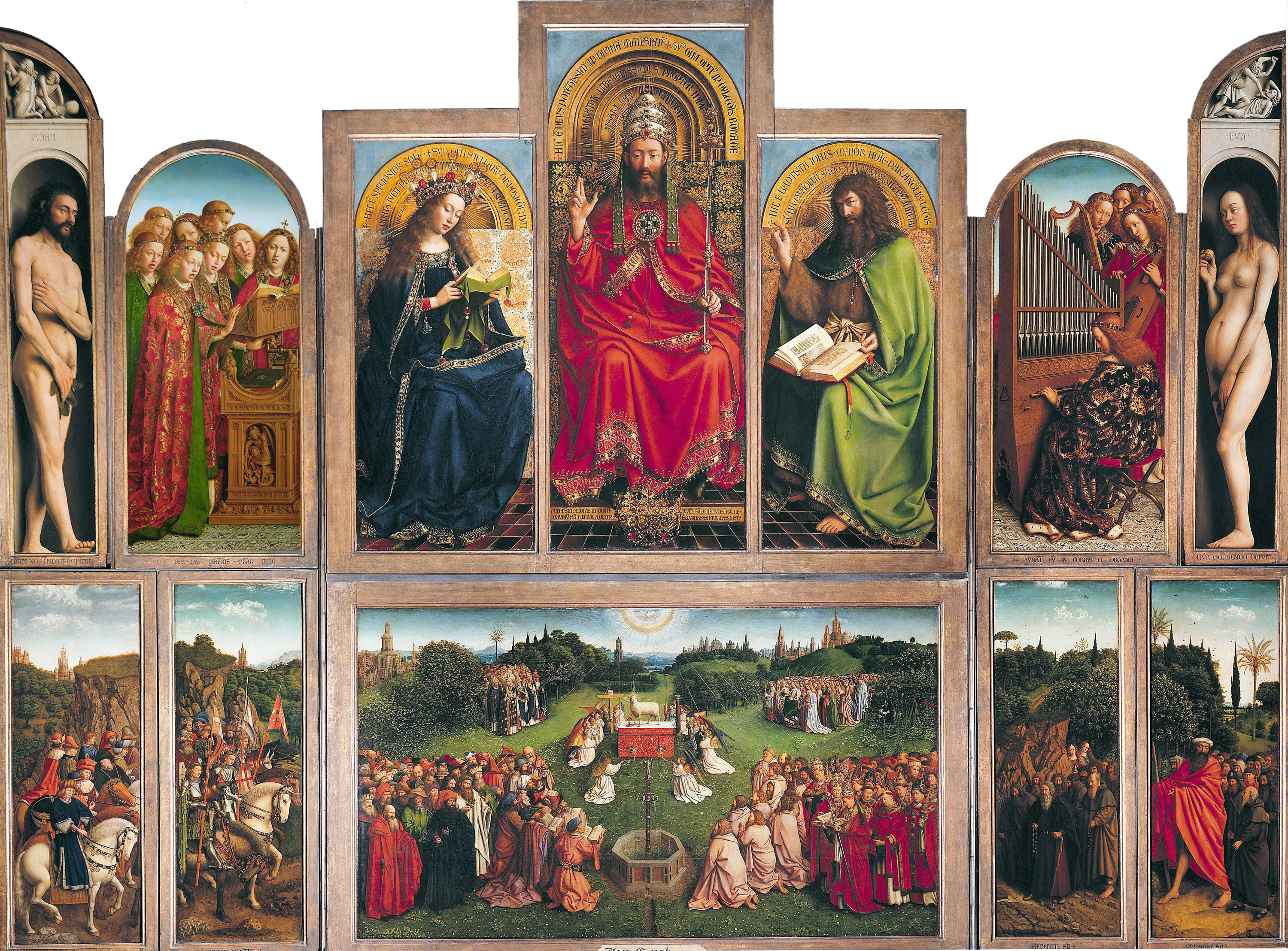
Gentský oltář, 1432
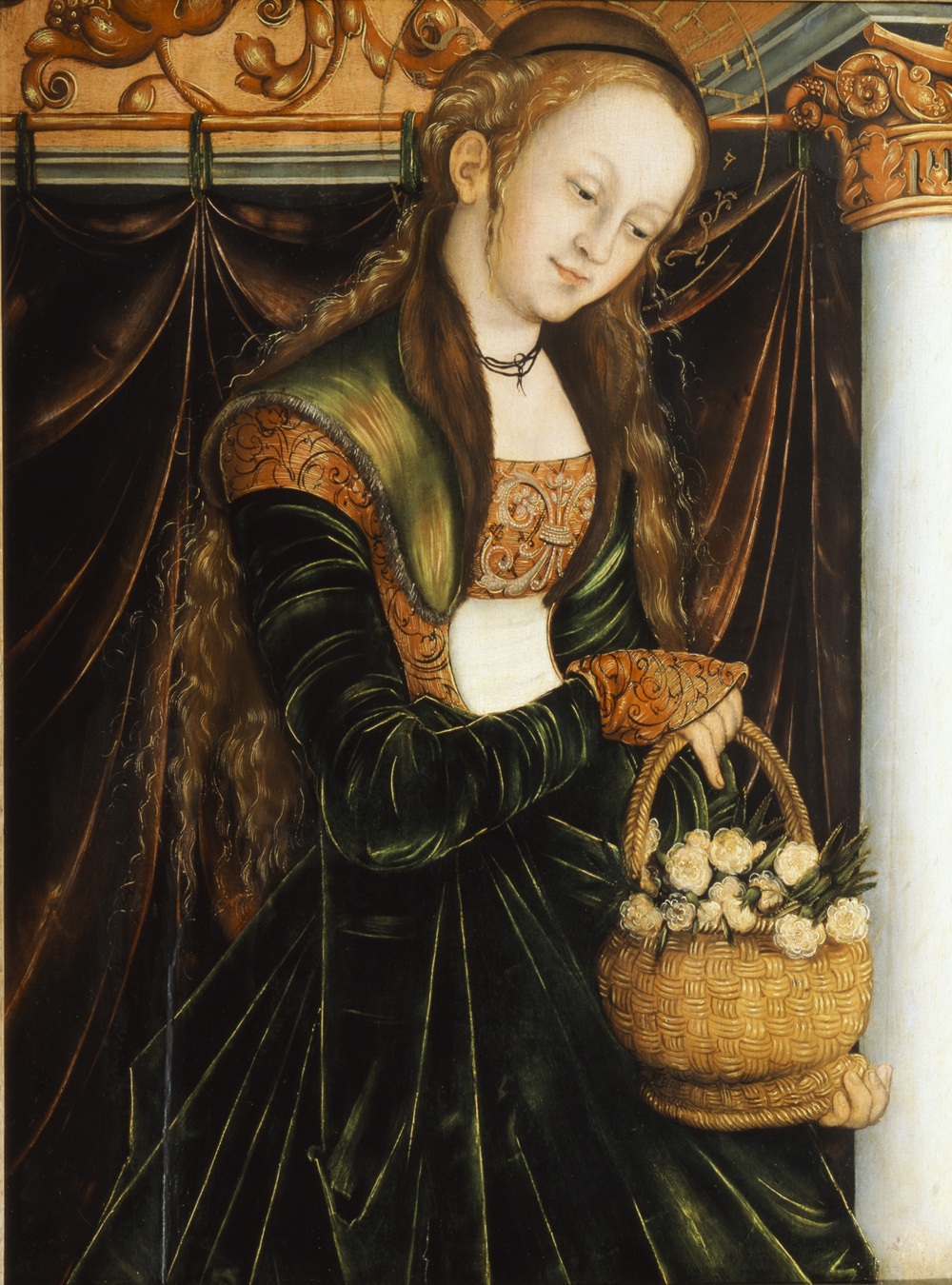
Lukáš Cranach st., Svatá Dorotea (1530)